# 싸이마이

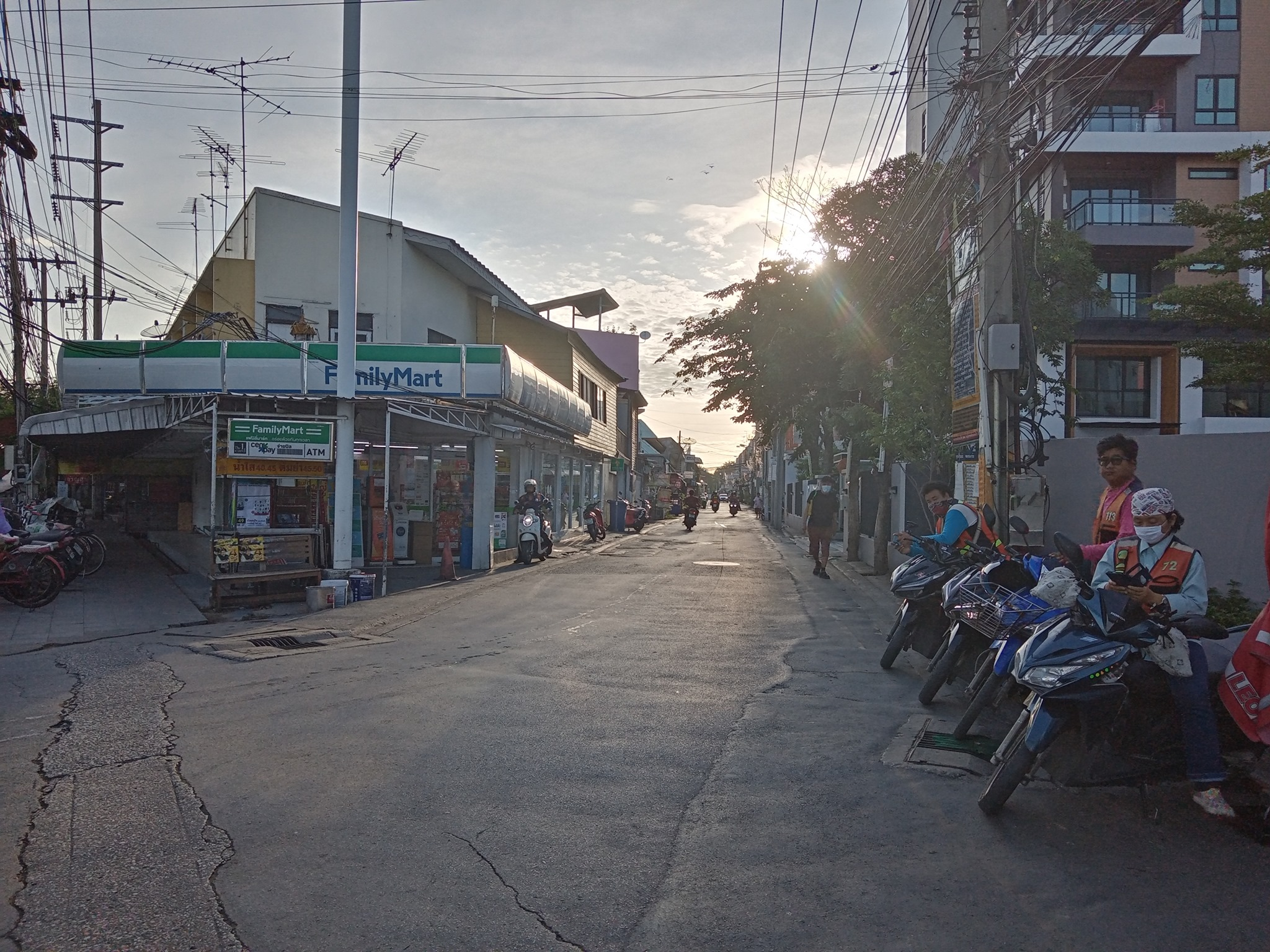

싸이마이(Sai Mai district, 태국어: สายไหม, th)는 방콕의 50개 행정 구역 중 하나이다. 싸이마이는 (북쪽 시계방향으로) 빠툼타니주의 람룩까군, 방콕의 클롱쌈와, 방켄, 돈므앙과 경계를 이룬다.

## 역사
싸이마이는 빠툼타니주의 람룩까군 땀본 쿠콧에 있는 무반이었다. 1940년에 방켄 구로 편입되어 땀본으로 승격되었다. 인구 증가로 인해 싸이마이는 행정 서비스를 개선하기 위해 1997년 11월 21일부터 구로 승격되었다.
마을 이름 "싸이마이"("늦었습니까?")는 과거에 이곳이 도심에서 매우 멀리 떨어져 있어 지나가는 사람들이 종종 "여기까지 오려면 늦을까요?"라고 물었다는 이야기에서 유래했다고 믿어진다. 이는 로띠 싸이마이와는 관련이 없다.
이 지역의 주요 특징은 클롱 (운하) 랏프라우이다. 이 운하는 라따나꼬신 왕국 초기에 굴착된 것으로 생각된다. 클롱 랏프라우는 북부 태국에서 도시로 흐르는 빗물을 배수하는 방콕의 9개 운하 중 하나이지만, 수십 년 동안 방치되어 쓰레기로 막혀 있었다. 2016년 1월, 운하를 복구하고 너비를 38미터로 확장하며 깊이를 4미터로 만들 총 16억 태국 밧이 할당되었다. 공사는 2019년 6월까지 완료될 예정이다.

## 행정 구역
이 지역은 세 개의 하위 구역 (콰엥)으로 나뉜다.
| 번호 | 이름      | 태국어  | 면적 (km2) | 지도 |
| ---- | --------- | ------- | ---------- | ---- |
| 1.   | 싸이마이  | สายไหม  | 18.659     | Map  |
| 2.   | 오 응언   | ออเงิน   | 13.516     | Map  |
| 3.   | 클롱 타논 | คลองถนน | 12.440     | Map  |
| 총계 | 총계      | 총계    | 44.615     | Map  |

## 장소
- 푸미폰 아둔야뎃 병원
- 나와민다 까삿띠야티랏 왕립 태국 공군 사관학교
- 릿띠야완날라이 학교
- 싸판 마이

## 교통
싸이마이에는 방콕 스카이트레인 수쿰윗선 역이 3개 있다: 푸미폰 아둔야뎃 BTS 역, 왕립 태국 공군 박물관 BTS 역, 야엑 꺼뻐어 BTS 역. 모든 역은 파호뇨틴 로드에 있으며, 돈므앙과의 서쪽 경계에 위치한다.